# بيرنهارد كلودت
بيرنهارد كلودت (بالألمانية: Bernhard Klodt)‏ (مواليد 26 أكتوبر 1926) هو لاعب كرة قدم. يلعب مع منتخب ألمانيا الغربية لكرة القدم. سبق له أن لعب في كأس العالم لكرة القدم مع منتخب بلاده.

## روابط خارجية
- بيرنهارد كلودت على موقع الاتحاد الدولي (مؤرشف)  (الإنجليزية)
- بيرنهارد كلودت على موقع قاعدة بيانات كرة القدم.إي يو (الإنجليزية)
- بيرنهارد كلودت على موقع بيانات كرة القدم. دي إي (الألمانية)
- بيرنهارد كلودت على موقع ناشيونال فوتبول تيمز (الإنجليزية)
- بيرنهارد كلودت على موقع عالم كرة القدم.نت (الإنجليزية)